# Anua overlaeti
Anua overlaeti là một loài bướm đêm trong họ Erebidae.